# أنتوني كينيدي
أنتوني كينيدي (بالإنجليزية: Anthony Kennedy )‏ (و. 1810 – 1892 م) هو سياسي، من الولايات المتحدة الأمريكية، ولد في بالتيمور، ماريلاند، كان عضوًا في حزب اليمين، توفي في أنابوليس، ماريلاند، عن عمر يناهز 82 عاماً.

## مناصب
تولى منصب عضو مجلس الشيوخ الأمريكي، وmember of the Maryland House of Delegates.